# Coursetia vicioides
Coursetia vicioides är en ärtväxtart som först beskrevs av Christian Gottfried Daniel Nees von Esenbeck och Carl Friedrich Philipp von Martius, och fick sitt nu gällande namn av George Bentham. Coursetia vicioides ingår i släktet Coursetia, och familjen ärtväxter. Inga underarter finns listade i Catalogue of Life.